# Lapsus calami
Lapsus calami es una locución latina de uso actual que significa «error o tropiezo involuntario e inconsciente al escribir» (si se tratase de un error en el habla sería lapsus linguae). Para los errores cometidos al escribir en el ordenador o cualquier otro dispositivo en el que se teclee se usa la expresión lapsus clavis.[cita requerida]
Gramaticalmente, está formada con el nominativo de lapsus, -us (error) y el genitivo de calamus, -i (pluma).